# Масаакі Уекі
Масаакі Уекі (яп. 植木 政明; 24 березня 1939 — 14 липня 2024) — японський майстер карате, 10-й дан, третій головний інструктор Японської асоціації карате (JKA). Відомий своєю технічною майстерністю, винятковими досягненнями в змаганнях та значним внеском у розвиток шотокан-карате в Японії та у світі.

## Біографія
Масаакі Уекі народився 24 березня 1939 року в Токіо. У третьому класі старшої школи він почав займатися карате під керівництвом Сугюри, який згодом став другим головним інструктором JKA. Спочатку Уекі займався дзюдо, але через невеликий зріст вирішив перейти до карате, яке більше відповідало його фізичним даним завдяки акценту на швидкість і техніку.
Після закінчення Азійського університету в 1961 році, Уекі приєднався до JKA як шостий стажер інструкторської програми. У 1962 році він успішно завершив цю програму, ставши повноправним інструктором. Його стиль карате відзначався сильними базовими техніками та стійками, а також глибоким розумінням ката.

## Спортивні досягнення
Масаакі Уекі був одним із найуспішніших спортсменів JKA у 1960–1970-х роках. Він тричі ставав абсолютним чемпіоном (Grand Champion) на Всеяпонських чемпіонатах JKA:
- 1965 — 1-е місце в ката, 2-е в куміте
- 1968 — 1-е місце в ката та куміте
- 1971 — 1-е місце в ката, 2-е в куміте

Крім того, він здобував перемоги в ката на чемпіонатах у 1967, 1974 та 1975 роках. Його техніка була настільки вражаючою, що майстер Масатоші Накаяма включив його до серії книг "Best Karate", відзначаючи швидкість і точність його рухів.

## Інструкторська діяльність
Уекі присвятив багато років навчанню та розвитку карате як в Японії, так і за її межами. У 1995 році він був призначений виконавчим директором JKA, а 29 травня 2010 року — третім головним інструктором організації. Він активно проводив семінари по всьому світу, включаючи Нову Зеландію, де в жовтні 2022 року провів серію тренувань для понад 200 каратистів з різних країн.
Його підхід до навчання підкреслював важливість глибокого розуміння ката, розбору технік та вдосконалення базових елементів. Його девіз: "Завжди пам'ятай, що розум і тіло — єдине ціле".

## Смерть
14 липня 2024 року Масаакі Уекі помер у віці 85 років після тривалого лікування. Похорон відбувся в колі родини, відповідно до побажань близьких. Японська асоціація карате планує провести меморіальну церемонію в його честь.

## Визнання
- 10-й дан JKA
- Триразовий Grand Champion Всеяпонських чемпіонатів JKA
- Головний інструктор JKA з 2010 року
- Викладач карате в Азійському університет